# Latarnia morska Maughold Head
Latarnia morska Maughold Head – zbudowana i uruchomiona 15 kwietnia 1914 przez szkockiego inżyniera Davida Stevensona dla Northern Lighthouse Board. Położona jest na przylądku Maughold Head około kilometra na wschód od wsi Maughold i około 5 kilometrów od Ramsey na Wyspie Man. Jest ostatnią latarnią ze zbudowanych na Wyspie Man. 
Od 1993 roku latarnia niedozorowana - bezobsługowa, została zautomatyzowana i jest sterowana z centrum w Edynburgu. Sąsiadujące budynki zostały sprzedane. Od 1993 roku znajdują się w rękach prywatnych. W stulecie swojego powstania, zabudowania sąsiadujące z wieżą latarni zostały sprzedane za 600 tysięcy funtów.